# Xyris membranibracteata
Xyris membranibracteata är en gräsväxtart som beskrevs av Robert Kral och Lyman Bradford Smith. Xyris membranibracteata ingår i släktet Xyris och familjen Xyridaceae. Inga underarter finns listade i Catalogue of Life.